# GNU Gatekeeper
O GNU Gatekeeper (abreviado como GnuGk) é um projeto de código aberto que implementa Gatekeeper H.323 baseado na pilha OpenH323 ou H323Plus. Um gatekeeper fornece tradução de endereço, controle de admissão, encaminhamento de chamadas, serviços de autorização e de contabilidade a um sistema H.323 definido no padrão H.323 pelo ITU-T.